# 黑柄銼鱗魨
黑柄銼鱗魨為輻鰭魚綱魨形目鱗魨亞目鱗魨科的其中一種，為熱帶海水魚，分布於西北太平洋日本海域，棲息深度約150公尺，本魚體呈長橢圓形且側扁，口端位，齒白具缺刻，體背部褐色，腹部白色，從眼到胸鰭基部有黑色帶，臀鰭基部有一黑色斑塊，尾柄黑色，尾鰭黃色，背鰭硬棘3枚、背鰭軟條23-26枚、臀鰭軟條21-23枚，體長可達16.6公分，棲息在底層水域，生活習性不明。